# Scaphoideus elongatus
Scaphoideus elongatus är en insektsart som beskrevs av Delong och Beery 1936. Scaphoideus elongatus ingår i släktet Scaphoideus och familjen dvärgstritar. Inga underarter finns listade i Catalogue of Life.